# Шульговка (Черниговская область)
Шульговка (укр. Шульгівка) — село Черниговского района Черниговской области Украины. Расположено на реке Дубровка (Ковпыта). Население 110 человек.
Код КОАТУУ: 7425583704. Почтовый индекс: 15544. Телефонный код: +380 462.

## Власть
Орган местного самоуправления — Ковпытский сельский совет. Почтовый адрес: 15544, Черниговская обл., Черниговский р-н, с. Ковпыта, ул. Грачёва, 3, тел. 68-63-31, факс 68-63-35.